# Гладиола
Гладиола (лат.Gladiolus hybridum) је зељаста биљка из породице ириса настала укрштањем четири до пет различитих врста. Име је добила од латинске ријечи gladius што значи мач, због њених сабљастих листова и цвијета. Потиче са јужних дијелова Африке и простора око Средоземља. Род гладиола обухвата више од 250 дивљих врста. Природно су распрострањене у Европи, Африци и Азији.

## Изглед
Гладиоле имају стабиљку која може нарасти у висину и до 1,5 метара и сабљасте листове дуге око пола метра. Њихови цвијетови могу бити различите боје и овај цвијет је врло популаран као декоративни цвијет и за букете. Занимљивог изгледа и лијепих боја користе се и у декорисању ентеријера и екстеријера. Имају веома крупне цвијетове, који су организовани у класове и немају мирис. Најчешће цвијетају у бијелој, ружичастој, жутој, црвеној и љубичастој боји, као и у свим нијансама тих боја. Листови су јој крути и дугачки, на лицу су тамнозелени, а на наличју свијетлозелени.

## Узгој
Гладиоле воле сунце, те је потребно држати је на осунчаним мјестима. Високе врсте гладиола се због кише и вјетра морају везати, да се не би сломиле. Стабљика им је ломљива, тако да треба обратити пажњу да увијек има неку врсту ослонца. Најбоље успијевају на благо пјесковитом тлу са хумусом које се налази на сунцу. Ако се сади у саксију, потребно је на дно ставити шљунка, те додати баштенски обогаћену земљу, фино прекрити биљку земљом, притиснути и залити. Држати је на свијетлом мјесту и чувати од промаје. Одржавање у врту или башти се не разликује превише од узгајања у саксијама. Цвијетови гладиоле ће се увијек отварати од основе ка врху цвијетне стабиљке и обавезно се режу ујутро или навече по лијепом времену. Режу се када се расцвијетају сви цвијетови до врха. Њима није потребна посебна њега. Цвијетање зависи од временских услова и траје максимално двије седмице. На једној стабиљци може имати и 26 појединачних цвијетова.

## Сађење
Гладиоле се размножавају ситним луковицама или сјемењем које остане на мјесту гдје је прије био цвијет. При сађењу луковицама, потребно је да се саде у прољеће. Што је већа луковица, то ће бити већи и цвијет. Код високих гладиола препоручује се дубље сађење да би биљка имала што бољи ослонац и да би била стабилнија. Најбоље је садити око 10 до 15 центиметара дубине. Код нижих врста може и плиће. Размак између луковица треба бити око 8 центиметара, а кад су у питању веће врсте 10 до 15 центиметара. У јесен се луковице ваде из земље око 40 дана после пуног цвијетања, чисте и суве. Најбоље их је чувати у кутијама, на сувом прохладном и прозрачном мјесту до следећег сађења на прољеће. Преко љета и за вријеме великих врућина, потребно их је редовно заливати и обезбједити им одређени ниво влаге. Препоручује се да се за вријеме цвијетања гладиолама дода мало течног ђубрива. Када се гладиоле саде у пластеницима, потребно је да се саде 100 луковица по метру квадратном. Цвијетање почиње 100 до 120 дана после садње, а неопходно је да температура буде отприлике 15 °C и отприлике заливати сваких пет дана. Када се цвијетни клас формира, повећати температуру на 18 °.

## Врсте
Род Gladiolus садржи око 300 врста, WCSP каталог је имао преко 276 врста 1988. године, Ажурирано: фебруар 2017., је било познато 300 врста.
Постоји 260 Gladiolus врста које су ендемне у јужној Америци, и 76 у тропској Африци.
Око 10 врста потичу из Евроазије.
Род Gladiolus се дели у више секција. Већина врста је, међутим, само условно класификована.
- [7]
- - златне гладиоле
- ' 'Gladiolus dolichosiphon Goldblatt & J.C.Manning}-
- - мали љубичасти Африканер,
- - дивља гладиола
- ' 'Gladiolus oligophlebius Baker}-
- - велик бели Африканер, зидна гладиола
- - Макиндерова гладиола

Познати хибриди су: